# Любберсторф
Любберсторф (нім. Lübberstorf) — громада в Німеччині, розташована в землі Мекленбург-Передня Померанія. Входить до складу району Північно-Західний Мекленбург. Складова частина об'єднання громад Нойклостер-Варін.
Площа — 12,99 км2. Населення становить 221 ос. (станом на 31 грудня 2020).